# 中川清兵衛

中川清兵衛

中川 清兵衛（なかがわ せいべえ、弘化5年1月15日（1848年2月9日） - 大正5年（1916年）4月2日）は、日本初の国産ビール醸造技師、実業家。

## 来歴・人物
越後国三島郡与板（現新潟県長岡市与板町仲町）に於いて与板藩御用商人扇屋・中川津兵衛分家の長男として生まれた。本家の家業を継ぐべく養育されたが、17歳で郷里・与板を離れ開港間もない横浜へ向かい、ドイツ商館に勤務する。程なく幕府の禁を犯して慶応元年（1865年）4月イギリスへ渡航した。その後1872年（明治5年）にドイツへ移り、その地で青木周蔵と出会う。青木の支援によって、1873年（明治6年）3月に当時ベルリン最大のビール製販会社であったベルリンビール醸造会社ティボリ工場で修業し、厳しい職場環境の中でビール醸造の技術習得に心血を注いだ。2年2ヶ月後の1875年（明治8年）5月、同社は中川の修業に対しチンメルマン社長・工場長・技師長連名の、豪華な羊皮紙の修業証書を与えた。この証書はサッポロビール博物館に保存されている。
同年に日本へ帰国。当時開拓使管轄の札幌へ移り、開拓使麦酒醸造所の開業に技術者として貢献する。1876年（明治9年）9月23日に開拓使麦酒醸造所は開業し、日本初の国産ビール製造の技術開発者として中川はその名が知られる様になった。札幌では大きな洋風の官舎に住み、開拓使から高給を支給され名士の一人となった。ヨーロッパ生活が長かったため生活も西洋風で、毎年春には札幌の著名人を招待し、自邸の庭でビールを振舞う園遊会を開く程であったという。その後1882年（明治15年）に開拓使は廃止され農商務省へ移管、1886年（明治19年）に民間へ払い下げられ後に現在のサッポロビールとなった。
1891年（明治24年）2月、当時44歳であった中川は追われる様にビール醸造の世界から去り、家族を率いて小樽へ移住する。その年の9月に現在の小樽運河沿いに船宿「中川旅館」を開業。船着場から近く桟橋が旅館前にある事から繁盛した。その後海上交通が不便な利尻島の窮状を見かねた中川は、工事資金を低金利で貸しオシドマリ港の防波堤や船着場の整備を支援して一定の成果を挙げたが、工事費の大幅な膨張で提供した資金の配当金は元より、元金の返済も絶望的となってしまった。その為1898年（明治31年）、中川は繁盛していた旅館を手放し妻と二人で横浜へ移住した。
1916年（大正5年）、食道癌により死去。享年69。末期の水は生前の彼の希望通りサッポロビールで浸したという。
尚、郷里・与板には2000年（平成12年）6月、生家である中川家跡地（現在は長岡市管理の駐輪場となっている）に彼の偉業を称えて「中川清兵衛生誕碑」が建立されている。また彼にちなんだイベントとして毎年7月下旬に長岡市役所与板支所前の駐車場に於いて「中川清兵衛ビールフェスタ」が開催されている。